# Warzeneiben
Die Warzeneiben (Dacrycarpus, Syn.: Podocarpus sect. Dacrycarpus, Podocarpus sect. Dacrydium) sind eine Pflanzengattung mit neun Arten in der Familie der Steineibengewächse (Podocarpaceae) innerhalb der Koniferen (Coniferales). Ihr Verbreitungsgebiet reicht von Südostasien über Neuguinea bis nach Neuseeland. Es gibt zahlreiche Fossilfunde, die ältesten stammen aus dem Eozän und sind zumindest 40 Millionen Jahre alt.

## Merkmale

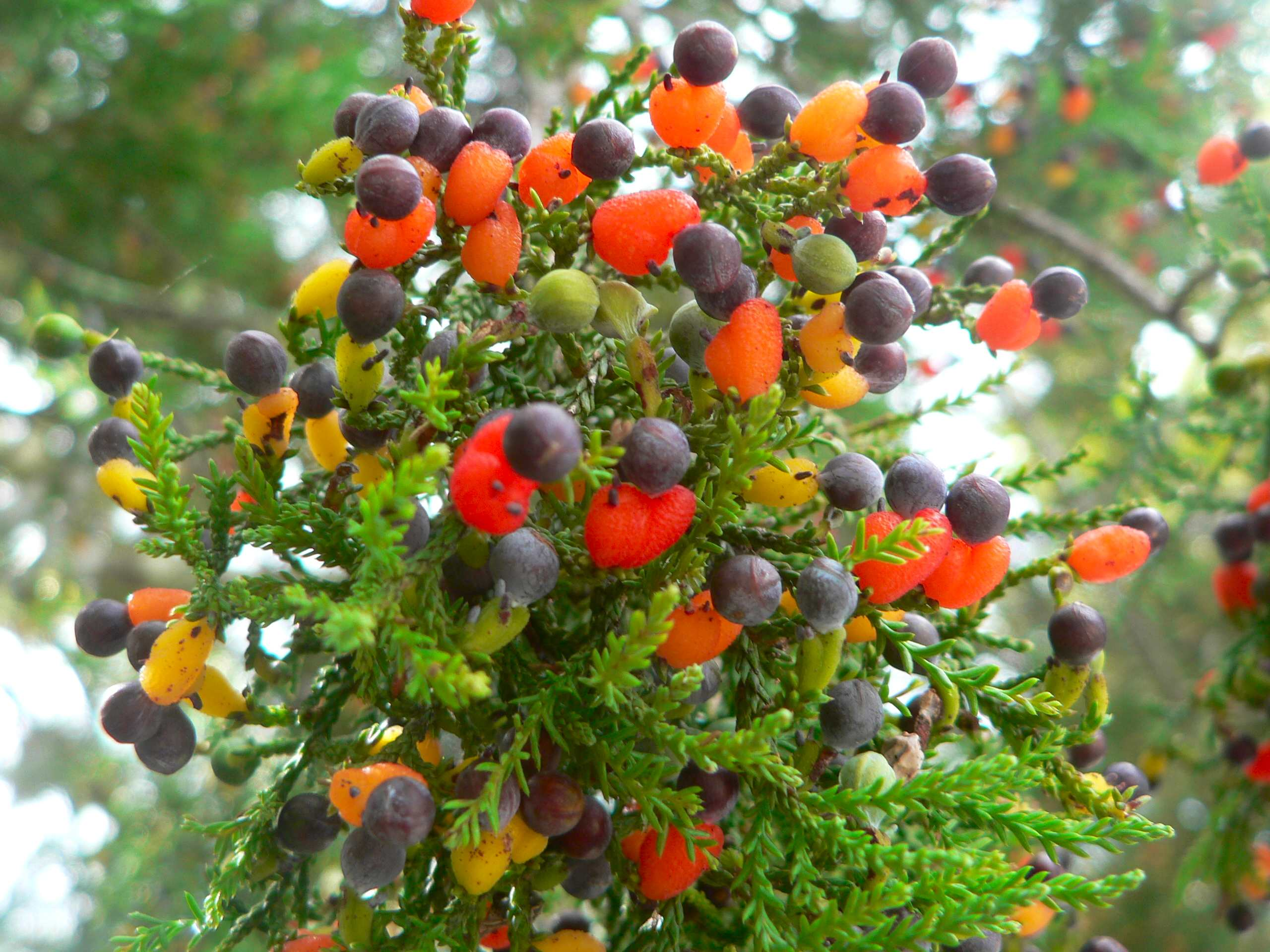
Weibliche Samenzapfen von Dacrycarpus dacrydioides mit rotorangem Podocarpium und von blauviolettem Epimatium umgebenem Samen

Dacrycarpus-Arten sind zweihäusige, selten einhäusig getrennt geschlechtliche, immergrüne Sträucher oder Bäume. Bäume haben meist einen einzelnen geraden, häufig zylindrischen Stamm, der bis zur halben Höhe oder darüber hinaus astlos ist. Die Stammborke ist hart, zeigt gelegentlich Korkporen und ist bei älteren Bäumen schuppig. Die Baumkrone ist anfangs konisch, später zylindrisch und bei alten Bäumen offen und flach bis kuppelförmig. Die Zweige sind zumindest im ersten Jahr grün und zwischen den Blattbasen gerillt. Es werden zwei Arten von Trieben gebildet: Kurztriebe, die nur einen Wachstumsschub zeigen, meist nur an jungen Bäumen auftreten und verlängerte Laubblätter tragen, und Langtriebe, die kontinuierlich wachsen, Laubblätter tragen und die Mehrheit der Zweige ältere Bäume bilden.
Das Holz ist hart, im Vergleich zu dem anderer Nadelhölzer schwer und nicht duftend. Das Kernholz ist blass- bis hellgelb und geht in das breite, cremefarbige Splintholz über. Die Maserung ist fein und gleichmäßig, Harzkanäle fehlen.
Es werden drei Arten von Blättern gebildet: Kleine Schuppenblätter, nadelförmige Blätter (Nadeln) und abgeflachte, linealisch-sichelförmige Blätter. Alle drei sind spiralig angeordnet, an der Basis herablaufend, angedrückt bis weit abstehend und bilden Harzkanäle. Die linealisch-sichelförmigen Blätter finden sich nur bei einigen Arten, sie wachsen zweizeilig an jungen Pflanzen oder auch an seitlichen Zweigen älterer Bäume und Sträucher. Die kleinen Schuppenblätter wachsen bei manchen Arten an zapfentragenden Zweigen und an seitlichen vegetativen Zweigen, andere Arten tragen an den gleichen Stellen nadelartige Blätter. Diese beiden Blattarten wachsen nicht zweireihig und sind angedrückt bis abstehend. Beide Blattseiten zeigen Spaltöffnungen.
Die Pollenzapfen wachsen einzeln oder in Paaren auf achselständigen, kurzen Stielen. Sie sind anfangs beinahe kugelförmig, verlängern sich jedoch später und sind dann kurz zylindrisch, etwa 10 Millimeter lang und haben Durchmesser von 3 Millimetern. Die Mikrosporophylle wachsen spiralig angeordnet an einer dünnen Achse. Sie haben dreieckige Spitzen und jeweils zwei Pollensäcke, welche die mit drei Luftkammern versehenen Pollen enthalten.
Die Samenzapfen stehen einzeln und aufrecht auf achselständigen, kurzen mit Schuppenblättern bewachsenen Stielen. Sie sind häufig von nadelförmigen, an der Zapfenbasis wachsenden Blättern eingehüllt. Die Zapfen bilden Harzkanäle. Sie bilden mehrere spiralig angeordnete Deckschuppen, wobei nur eine bis drei, manchmal vier fruchtbar sind und meist nur eine nahe dem Achsenende stehende Schuppe befruchtet wird und einen Samen bildet. Die unbefruchteten Deckschuppen wachsen zusammen und bilden ein runzeliges Podocarpium, das bei Reife sukkulent und rot oder purpurn gefärbt ist. Der Same ist vollständig vom weichen Epimatium umgeben, das teilweise mit dem fruchtbaren Deckblatt verschmolzen ist.
Sämlinge bilden zwei Kotyledone mit jeweils zwei Blattadern. Die Chromosomengrundzahl beträgt x=10.

## Verbreitung
Das Verbreitungsgebiet der neun Arten erstreckt sich in Südostasien von Süd- und Südwest-China über Myanmar und Indochina bis zur malaiischen Halbinsel und weiter nach Neuirland, Neuguinea und im Südwest-Pazifik bis Neukaledonien, Vanuatu, Fidji und Neuseeland.

## Botanische Geschichte
Heute findet man Vertreter von Dacrycarpus hauptsächlich in tropischen Gebieten, mit Ausnahme von Dacrycarpus dacrydioides, eine Art, die im mild-gemäßigten Klima von Neuseeland vorkommt. Es gibt jedoch zahlreiche Fossilfunde von Blättern, besonders im Südwesten des Pazifiks, die beinahe ausschließlich aus Gebieten stammen, in denen heute ein gemäßigtes Klima herrscht. Die ältesten Funde stammen aus dem Eozän Südamerikas, des Südosten Australiens und Tasmaniens und sind etwa 40 Millionen Jahre alt oder älter, alles Gebiete, in denen die Gattung heute nicht mehr vorkommt. Noch ältere Funde konnten nicht klar zugeordnet werden und könnten näher mit der Gattung Dacridium verwandt sein. Besonders reich sind die Fossilfunde aus Australien, die eine fortlaufende Abnahme der Blattgröße zeigen, was als Anpassung an ein trockener werdendes Klima gewertet wird. In Australien scheint die Art im Miozän vor etwa 20 Millionen Jahre ausgestorben zu sein. In Tasmanien gibt es jedoch Funde bis zum Beginn der Eiszeit im Pleistozän vor 2 Millionen Jahren, jedoch wird die Zuordnung der jüngsten Funde angezweifelt. In Neuseeland scheinen die ersten Vertreter erst spät angekommen zu sein, die frühesten Funde stammen aus dem Miozän, und es gibt relativ wenige davon, verglichen mit der weiten Verbreitung heute.

## Systematik
Die Warzeneiben (Dacrycarpus) sind eine Gattung in der Familie der Steineibengewächse, Ordnung (Coniferales). 1848 stellte Stephan Ladislaus Endlicher die Sektion Dacrycarpus als Teil der Gattung Podocarpus auf, 1969 erhob David John de Laubenfels das Taxon zu einer eigenen Gattung.  Der Gattungsname Dacrycarpus stammt aus dem Griechischen, dakryon bezeichnet die „Träne“ und karpos steht für „Frucht“.
Die Warzeneiben unterscheiden sich von anderen Vertretern der Steineibengewächse durch das Verschmelzen des fruchtbaren Deckblatts der Samenzapfen mit dem Samenschuppen, die zusammen eine kammartige Struktur an der Seite des Epimatiums bilden und in einen seitlichen Schnabel enden. Sie zeigen jedoch auch Gemeinsamkeiten mit anderen Gattungen. So haben die Pollen drei Luftkammern, wie man sie sonst nur in den Gattungen Microcachrys und Microstrobos findet. Das warzige Podocarpium und die seitlich abgeflachten Blätter junger Bäume findet man andererseits beide in der Gattung Acmopyle. Die Blätter älterer Bäume ähneln hingegen denen der Gattung Dacrydium, was sich auch im wissenschaftlichen Gattungsnamen widerspiegelt. Genetische Untersuchungen zeigen ebenfalls, dass die Gattung mit Dacrydium und Falcatifolium nah verwandt ist, und auch eine nähere Verwandtschaftsbeziehung zu Acmopyle, Microstrobus, Microcachrys und Podocarpus besteht.
Der Gattung der Warzeneiben (Dacrycarpus) werden neun Arten zugerechnet, hier aufgelistet mit einem Bestimmungsschlüssel nach Aljos Farjon:
- Dacrycarpus cinctus (Pilg.) de Laub.: Alle Laubblätter haben die gleiche nadelförmige Form, 1,6 bis 6, selten bis 10 Millimeter lang und 0,4 bis 0,8 Millimeter breit. Die Blätter an der Basis der Samenzapfen sind 6 bis 11 Millimeter lang, nach innen gekrümmt und schließen das Podocarpium und auch Teile des Samens ein.
- Dacrycarpus compactus (Wasscher) de Laub.: Alle Laubblätter haben die gleiche nadelförmige Form und sind manchmal leicht S-förmig gebogen, 1,6 bis 3 Millimeter lang und 0,4 bis 1 Millimeter breit. Die Blätter an der Basis der Samenzapfen sind 4 bis 7 Millimeter lang, mehr oder weniger gerade und schließen nur das Podocarpium ein. Das Podocarpium ist 4 bis 5 Millimeter lang und färbt sich bei Reife dunkel purpurn. Die Samen sind 6 bis 8 Millimeter lang.
- Dacrycarpus cumingii (Parl.) de Laub.: Zumindest junge Bäume zeigen unterschiedliche Arten von Blättern. Die Pollenzapfen sind 20 bis 30 Millimeter lang, die Mikrosporophylle sind pfriemförmig. Die Blätter an der Basis der Samenzapfens sind 6 bis 13 Millimeter lang, nach innen gebogen und umschließen das Podocarpium und einen Teil der Samen.
- Neuseeländische Warzeneibe (Dacrycarpus dacrydioides (A. Rich.) de Laub.): Zumindest junge Bäume zeigen unterschiedliche Arten von Blättern, die eine maximale Länge von 3 bis 7 Millimeter erreichen. Die Pollenzapfen sind 8 bis 12 Millimeter lang und haben Durchmesser von 2 bis 3 Millimeter. Die Mikrosporophylle sind zugespitzt. Die Blätter an der Basis der Samenzapfens sind 2 bis 3 Millimeter lang, nach außen gerichtet und lassen das Podocarpium größtenteils frei. Die Samen sind 3,5 bis 4 Millimeter lang, glatt und haben eine gekerbte Spitze.
- Dacrycarpus expansus de Laub.: Alle Laubblätter haben die gleiche nadelförmige Form und sind manchmal leicht S-förmig gebogen, 2 bis 6 Millimeter lang und 0,4 bis 1 Millimeter breit. Die Blätter an der Basis der Samenzapfen sind 4 bis 7 Millimeter lang, mehr oder weniger gerade und schließen nur das Podocarpium ein. Das Podocarpium ist 3 bis 4 Millimeter lang, ändert die Farbe bei Reife nicht oder färbt sich gelblich. Die Samen sind 5 bis 6, manchmal bis 7 Millimeter lang. Die Art kommt im zentralen Neuguinea vor.[9]
- Dacrycarpus imbricatus (Blume) de Laub.: Zumindest junge Bäume zeigen unterschiedliche Arten von Blättern, die mehr oder weniger S-förmig gebogen, und bei älteren Bäumen ab 3 meist 7 bis 12 und selten bis 17 Millimeter lang und 1 bis 2 Millimeter breit sind. Sowohl junge als auch ältere Bäume zeigen zweizeilig angeordnete Blätter. Die Pollenzapfen sind 8 bis 12 Millimeter lang und haben Durchmesser von 2 bis 3 Millimeter. Die Mikrosporophylle sind zugespitzt. Die Blätter an der Basis der Samenzapfens sind 3 bis 5 Millimeter lang, nach innen gebogen und umschließen das 4 bis 7 Millimeter lange Podocarpium zumindest teilweise. Die Samen sind 4 bis 7 Millimeter lang und zur Spitze hin gerillt.
- Dacrycarpus kinabaluensis (Wasscher) de Laub.: Zumindest junge Bäume zeigen unterschiedliche Arten von Blättern. Die Pollenzapfen sind 8 bis 12 Millimeter lang und haben Durchmesser von 2 bis 3 Millimeter. Die Mikrosporophylle sind zugespitzt. Die Blätter an der Basis der Samenzapfens sind 5 bis 8 Millimeter lang, und umschließen das 3 bis 7 Millimeter lange, blaue bis purpurne Podocarpium zur Gänze. Die Art kommt in Borneo im Gunung Kinabalu vor.[9]
- Dacrycarpus steupii (Wasscher) de Laub.: Zumindest junge Bäume zeigen unterschiedliche Arten von Blättern, die mehr oder weniger S-förmig gebogen, 5 bis 10 Millimeter lang und 0,8 bis 1,1 Millimeter breit sind. Sämlinge und junge Bäume zeigen auch zweizeilig angeordnete Blätter. Die Pollenzapfen sind 8 bis 12 Millimeter lang und haben Durchmesser von 2 bis 3 Millimeter. Die Mikrosporophylle sind zugespitzt. Die Blätter an der Basis der Samenzapfens sind 3 bis 5 Millimeter lang, nach innen gebogen und umschließen das 3 bis 4 Millimeter lange Podocarpium zumindest teilweise. Die Samen sind 4 bis 7 Millimeter lang und zur Spitze hin gerillt. Die Art kommt auf den Philippinen, in Sulawesi und Neuguinea vor und kam früher auch in Borneo vor.[9]
- Dacrycarpus vieillardii (Parl.) de Laub.: Zumindest junge Bäume zeigen unterschiedliche Arten von Blättern. Die Pollenzapfen sind 7 bis 10 Millimeter lang und haben Durchmesser von etwa 1 Millimeter. Die Mikrosporophylle sind zugespitzt. Die Blätter an der Basis der Samenzapfens sind 1 bis 2 Millimeter lang, und umschließen das 2 bis 3 Millimeter lange Podocarpium nicht.[1][10] Die Art kommt in Neukaledonien vor.[9]

## Verwendung
Zwei Arten der Gattung, Dacrycarpus imbricatus und Dacrycarpus dacrydioides, gehören zu den größten Vertretern der Steineibengewächse und erreichen in ihrem Verbreitungsgebiet ähnliche Höhen wie Sundacarpus amarus und die Rimu-Harzeibe (Dacrydium cupressinum). Die Arten sind relativ häufig und haben daher auch eine gewisse Bedeutung als Holzlieferanten, wobei bei der Verwendung des Holzes nicht zwischen den Arten unterschieden wird. Die Vertreter der Gattungen werden kaum kultiviert und man findet sie nur in wenigen botanischen Gärten.